# Казамаре (Казерта)
Казамаре је насеље у Италији у округу Казерта, региону Кампанија.
Према процени из 2011. у насељу је живело 239 становника. Насеље се налази на надморској висини од 14 м.